# Horst Joos
Horst Joos (* 27. Juli 1934; † 27. April 2001) war ein deutscher Fußballschiedsrichter.

## Werdegang
Der aus Stuttgart stammende Joos leitete ab Beginn der 1970er Jahre Spiele in der zweitklassigen Regionalliga Süd und wurde nach Einführung der 2. Bundesliga 1974 in der dortigen Südstaffel eingesetzt. Ab der Spielzeit 1976/77 gehörte er auch zu den Bundesliga-Schiedsrichtern, sein Debüt im deutschen Oberhaus feierte er anlässlich des 4:2-Heimerfolg von Borussia Mönchengladbach gegen den VfL Bochum am 28. August 1976. Im Saisonverlauf kam er zu neun Einsätzen, beim 4:2-Sieg nach 0:2-Halbzeitrückstand des 1. FC Kaiserslautern gegen den 1. FC Köln am 18. Spieltag sprach er gegen den Kölner Herbert Hein seinen ersten Feldverweis aus. Bis 1981 leitete er insgesamt 46 Spiele in der Bundesliga, seinen Abschied feierte er mit der Leitung des Endspiels um den DFB-Pokal 1980/81. Im für Joos „heimischen“ Neckarstadion gewann Eintracht Frankfurt durch einen 3:1-Erfolg über den 1. FC Kaiserslautern den Titel.